# Путь Леніна (Нижньогородська область)
Путь Леніна (рос. Путь Ленина) — селище в Вознесенському районі Нижньогородської області Російської Федерації.
Населення становить 32 особи. Входить до складу муніципального утворення Наришкінська сільрада.

## Історія
Від 2004 року входить до складу муніципального утворення Наришкінська сільрада.

## Населення
| 1999 | 2002 | 2010 |
| ---- | ---- | ---- |
| 37   | ↗47  | ↘32  |